# Ambasada Haiti przy Stolicy Apostolskiej
Ambasada Haiti przy Stolicy Apostolskiej – misja dyplomatyczna Republiki Haiti przy Stolicy Apostolskiej. Ambasada mieści się w Rzymie.